# Marc Oliver Kempf
Marc Oliver Kempf (* 28. Januar 1995 in Lich) ist ein deutscher Fußballspieler. Er steht seit August 2024 bei Como 1907 unter Vertrag.

## Karriere

### Vereine
Über die Vereine JSG Bad Nauheim, TSV Dorn-Assenheim und SV Bruchenbrücken kam Kempf 2007 in die Jugendabteilung von Eintracht Frankfurt. Am 27. November 2012 (14. Spieltag) debütierte er in der Bundesliga. Bei der 1:3-Niederlage im Heimspiel gegen den 1. FSV Mainz 05 absolvierte er 90 Minuten. Zur Saison 2014/15 wechselte Kempf zum SC Freiburg. Sein erstes Tor für diesen erzielte er am 19. September 2014 in der 30. Spielminute beim 2:2 gegen Hertha BSC.
Nach dem letzten Spieltag der Vorsaison gab der VfB Stuttgart die ablösefreie Verpflichtung von Kempf zum Beginn der Spielzeit 2018/19 bekannt. Er unterzeichnete bei den Schwaben einen Vertrag mit einer Laufzeit bis Juni 2022. Nachdem der Klub sich nach dem Abstieg in die 2. Bundesliga von Kempfs Vorgänger Christian Gentner getrennt hatte, ernannte der neue Cheftrainer Tim Walter Kempf im Juli 2019 zum Kapitän des VfB Stuttgart. In der Zweitligasaison 2019/20 erreichte er als Mannschaftskapitän mit dem VfB den direkten Wiederaufstieg in die Bundesliga. Kempf wurde in der folgenden Sommerpause durch Gonzalo Castro im Kapitänsamt abgelöst.
Im Januar 2022 wechselte Kempf zu Hertha BSC.
Ende August 2024 wechselte er zum italienischen Erstligisten Como 1907.

### Nationalmannschaft
Kempf wurde fünfmal in der U16-Nationalmannschaft eingesetzt. Er spielte sowohl für die U17-Nationalmannschaft, mit der er im Sommer 2012 an der U17-Europameisterschaft in Slowenien teilnahm, als auch für die U18-Nationalmannschaft. Seit 2013 spielt er für die U19-Nationalmannschaft und gewann mit dieser die U19-Europameisterschaft 2014 in Ungarn. Sein Debüt für die U20-Nationalmannschaft gab er am 3. September 2014 bei der 0:1-Niederlage gegen Italien. Bei der U21-EM 2017 in Polen kam Kempf in jedem Spiel über die volle Spieldauer zum Einsatz und gewann mit der deutschen U21 den Titel. Beim 3:0-Sieg im Gruppenspiel gegen Dänemark am 21. Juni 2017 erzielte er sein erstes Tor für die U21.

## Erfolge
Nationalmannschaft
- U21-Europameister: 2017
- U19-Europameister: 2014
- U17-Vize-Europameister: 2012

SC Freiburg
- Meister der 2. Bundesliga: 2016

VfB Stuttgart
- Aufstieg in die Bundesliga: 2020